# Coquito Galvez
María Cristina Gálvez Talavera (Santa Cruz, 13 de agosto de 2000), conocida como Coquito Gálvez es una jugadora boliviana de fútbol sala. Juega de ala y su equipo actual es Always Ready.

## Trayectoria
Luego de deslumbrar con su talento en los Juegos Olímpicos de la Juventud de Buenos Aires 2018 es fichada en 2019 por UCAM Murcia
Posteriormente jugaría en Hércules de Ceuta en 2021.

## Selección nacional
Fue parte de la selección de su país durante los Juegos Olímpicos de la Juventud de Buenos Aires 2018 y capitana de la selección boliviana de futsal en 2021. Como parte del equipo boliviano Always Ready fue subcampeona de la Copa Libertadores de Futsal femenino en 2023.

## Clubes
| Club                      | País     | Año  |
| ------------------------- | -------- | ---- |
| UCAM Murcia               | España   | 2019 |
| Teledeportivo de Canarias | España   | 2019 |
| Cerro Porteño             | Paraguay | 2020 |
| CD Hércules de Ceuta      | España   | 2021 |
| Always Ready              | Bolivia  | 2022 |

## Vida personal
Gálvez se identifica como lesbiana, mantiene una relación con su compañera de equipo en Always Ready Paula Valencia.